# Carlos Ibáñez de Ibero Grandchamp
Carlos Ibáñez de Ibero Grandchamp (né le 27 février 1882 et mort le 18 janvier 1966 à Madrid) est un ingénieur et historien hispano-suisse,,,.

## Biographie
Il est le fils du second lit du général Carlos Ibáñez e Ibáñez de Ibero, fondateur et premier directeur de l'Institut Géographique National Espagnol. Ce dernier joue un rôle décisif dans le processus d'internationalisation du mètre en tant que président de l'Association géodésique internationale et premier président du Comité international des poids et mesures. Ce qui lui vaudra d'être élevé à la dignité de Grand-officier de la Légion d'honneur en France et d'être anobli en Espagne. Cécilia Grandchamp, sa mère est originaire du canton de Genève en Suisse. À la mort de son père en 1891, sa mère l'emmène à Genève ainsi qu'Elena Ibáñez de Ibero, sa demi-sœur issue du premier lit du général,.
Carlos poursuit à Paris ses études d'ingénieur et de pédagogie à l'École Supérieure d'Études sociales. En 1912, il obtient le titre de docteur en philosophie et en lettres de l'Université de Paris. Il publie des ouvrages de science politique en France et en Espagne. Il travaille principalement comme ingénieur tout en continuant à publier dans les domaines des sciences de l'éducation et du droit comparé en Espagne. Il est secrétaire général du comité de direction de l'Institut d'Études Hispaniques (actuelle UFR d'Études Ibériques et Latino-Américaines de la Faculté des Lettres de Sorbonne Université) lors de l'inauguration du bâtiment de la rue Gay-Lussac et joue un rôle essentiel dans les débuts de l'Institut. Il poursuit en France une carrière de journaliste. Il écrit pour L'Écho de Paris et dirige Le Figaro.
Il s'établit à Madrid au début de la seconde guerre mondiale, où il poursuit son activité professionnelle tout en gardant une activité académique au sein du Conseil de la Recherche Scientifique et de l'Institut d'Études Africaine. Il militera également pour la création de la chaire d'Occident de l'Université de Madrid.
Carlos Ibáñez de Ibero Grandchamp meurt en 1966 à Madrid sans descendance. Il signe ses œuvres Carlos Ibáñez de Ibero, Marquis de Mulhacén. Toutefois, il n'aura jamais pu porter officiellement ce titre concédé à son père. En effet, il ne pourra pas l'obtenir, bien qu'il le sollicite en 1915,. Dans une lettre de recommandation, le général Georges Perrier (fils de François Perrier) écrit le 20 janvier 1938 à propos de Carlos Ibáñez de Ibero Grandchamp, "qu'il a vu ses parents fusillés [et qu'il a tout perdu : meuble, fortune, sortant à peine de cet enfer]". Il semble peu probable que ces propos concernant une exécution capitale puissent être pris au premier degré. On peut plutôt penser que cette formule fait référence à la campagne de dénigrement orchestrée par le journaliste carliste Antonio de Valbuena contre son père et à la réapparition de la première épouse du général Ibáñez e Ibáñez de Ibero treize ans après son second mariage et seulement quelques jours après sa mort. Ce qui engendrera l'annulation du mariage de Carlos Ibáñez e Ibáñez de Ibero et de Cécilia Grandchamp pour cause de bigamie. En conséquence, Carlos Ibáñez de Ibero Grandchamp sera considéré en Espagne comme un enfant naturel,.